# Johnny de Miranda
John Jacques Wilhelm (Johnny) de Miranda (Paramaribo, 6 oktober 1924 - aldaar, 11 november 2018) was een Surinaams musicus. Hij was zanger en bespeelde tal van instrumenten waaronder viool, piano, klarinet, saxofoon en slagwerk waaronder conga. Hij was met name actief in de muziekstijlen jazz en kaseko, en bracht ook nog een ska-album uit. Hij trad tot op hoge leeftijd op.

## Biografie

### Kinderjaren
De Miranda werd in 1924 geboren aan de Gravenstraat 1 in Paramaribo, waar zich later het ministerie van Justitie en Politie vestigde. Hij was een uit vijf jongens en vier meisjes. Hij was zeven jaar oud toen hij zijn eerste vioolles kreeg.

### Musicus in Suriname en Curaçao
Hij was zestien jaar oud toen hij zijn debuut maakte in het Surinaams Philharmonisch Orkest. Ook leerde hij spelen op de alt- en tenorsaxofoon en klarinet. Hierna werd hij lid van de Bios Surinam Boys van Eddy Snijders.
In de jaren veertig reisde hij naar Curaçao en was hij een tijdje lid van de Piskadere Boys. In 1950 keerde hij terug naar Suriname na een verzoek om zich aan te sluiten bij The Swing Masters, een band die in die tijd populariteit genoot in Paramaribo. De band stond onder leiding van Mario Vasconcellos en Eddy Snijders en speelde in de stijlen jazz, calypso en latin.

### Nederland
In 1955 vertrok hij naar Nederland. Hij sloot zich eerst aan bij het orkest van Max Woiski sr. en later bij The Zapakara's van Lex Vervuurt, beide bandleiders die van oorsprong uit Suriname kwamen. Samen met Woiski zette hij op het Rembrandtplein in Amsterdam Club Tropicana op waar ze bijna elke avond optraden. Na het overlijden van Woiski sr. nam Max Woiski jr. diens plaats in.
De Miranda bespeelde allerlei instrumenten, zoals piano, basgitaar, drums, conga en timbales. Later speelde hij ook saxofoon tussen de zangpartijen door. In 1966 kwam hij als Johnny de Miranda & his Ska Group met een ska-album. Zijn albumdebuut als soloartiest was Faja lobie; hierop deden gastartiesten mee als Carlo Brandon, Alberto Gemerts, Stan Lokhin en George Schermacher. Op zijn album Ritmo tropical (1971) verscheen Baka Thalia, dat zijn bekendste nummer werd. Een andere hit was Sekantie dat op zijn album The sunny sound of Surinam (1974) stond. Andere bekende nummers zijn BB met R en Bamba maskita. Hij begeleidde ook andere Surinaamse artiesten die in Nederland hun weg probeerden de vinden, zoals Lieve Hugo met wie hij in de jaren zeventig optrad.

### Terug in Suriname
De Miranda keerde rond 2005 op circa 81-jarige leeftijd terug naar Suriname, waar hij tot op hoge leeftijd bleef zingen en dansen op kasekomuziek. Hij gaf in 2009 zijn laatste concert op 84-jarige leeftijd in de V-Tunnel en gaf daarna nog kleinere optredens, zoals in 2016 op 92-jarige leeftijd tijdens de boekpresentatie Sranan gowtu van Diederik Samwell, waarin ook een hoofdstuk is gewijd aan De Miranda. Hij werd in 2015 onderscheiden als Commandeur in de Ere-Orde van de Gele Ster.
Hij woonde tot het allerlaatst zelfstandig en werd in ochtend van 11 november 2018 dood in zijn woning aangetroffen. Johnny de Miranda is 94 jaar oud geworden.